# Panegirico

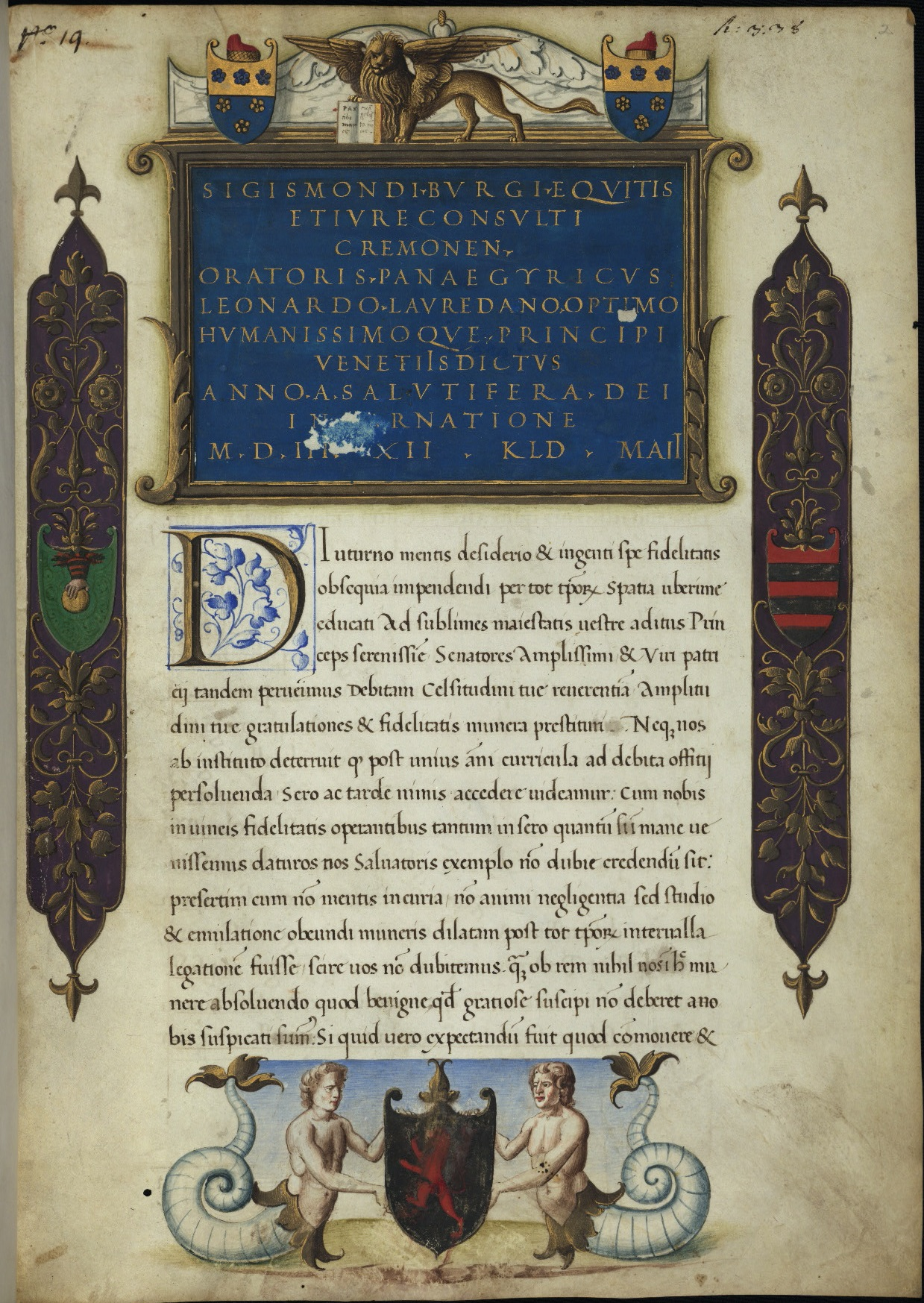
Incipit di un panegirico in latino in onore di Leonardo Loredan, doge di Venezia (1503)

Il panegirico (in greco antico: πανηγυρικός? [sott. λόγος], da πανήγυρις (panégyris) ovvero adunanza di tutti) è un componimento oratorio di carattere encomiastico, pronunciato in pubblico, originariamente in assemblea, per esaltare i meriti di un personaggio, di una città o di un popolo.

## Il panegirico nella storia
Il genere fu inaugurato nel VI secolo a.C. da Gorgia con i suoi scritti a Olimpia e a Delfi e conobbe la sua fioritura dal V secolo a.C. in poi.
Il panegirico greco ha tratti comuni con l'encomio e l'epitaffio ma agli elogi può a volte unire critiche.
Con la letteratura latina, il panegirico assume solo il carattere di laudatio di uomini di potere e in particolare degli imperatori.
In epoca moderna passa a indicare un discorso in lode di un santo o di un altro personaggio del culto cristiano. Nel linguaggio comune odierno può indicare un discorso di encomio enfatico, talvolta esagerato.

## Panegirici celebri
- Isocrate (436 – 338 a.C.), Panegirico (380 a.C.). In questo testo viene esaltata la Grecia antica come faro della cultura fondata sul Λόγος e come culla della democrazia. Inoltre vi si afferma che la "grecità" non è per nascita, ma per cultura.
- Panegirico di Vario Rufo ad Ottaviano Augusto.
- Panegirico a Marco Valerio Messalla del Corpus Tibullianum.
- Plinio il Giovane, Panegirico a Traiano. In questo panegirico Plinio il Giovane esalta la figura dell'imperatore romano Traiano in seguito alla nomina dello scrittore stesso a console ad opera dell'imperatore nel 100 d.C. Da ciò, si evince come fosse stretto il rapporto tra senato~Impero in età Flavia e di come questo rapporto fosse di sudditanza per il senato. Il Panegirico appartiene a una più ampia raccolta successiva, denominata Panegyrici latini, che comprende 12 discorsi rivolti a imperatori, tutti risalenti al III-IV secolo d.C.(ad eccezione di quello di Plinio).
- Claudio Claudiano Panegirico a Stilicone. Panegirico scritto in occasione della elezione a console di Flavio Stilicone, ultimo difensore della romanità, di cui il poeta godeva i favori.
- Eusebio di Cesarea, Panegirico a Paolino, vescovo di Tiro, presente nel libro X della sua Historia Ecclesiastica; in realtà è una lode a Cristo che ha salvato la Chiesa dalle persecuzioni romane, cui ha assistito coi propri occhi fino all'Editto di Costantino, suo contemporaneo.
- I 12 Panegirici latini, raccolta di opere dall'imperatore Traiano a Teodosio I.